# ちちぶ (列車)
ちちぶは、西武鉄道が池袋駅・所沢駅 - 西武秩父駅間を池袋線・西武秩父線経由で運転する特急列車である。
本項では池袋駅 - 飯能駅間を運転する「むさし」および臨時特急列車のほか、かつて運行された池袋線系統の各種特急列車についても併せて記述する。

## 運行概況
列車号数は下りが奇数、上りが偶数となり、「ちちぶ」・「むさし」通しで発車順に付番される。定期列車は0 - 50番台、臨時・不定期列車は70 - 90番台が充てられる。基本的には平日ダイヤと土休日ダイヤで概ね同時刻となるが、大幅に異なる列車も存在し、その場合は土休日の列車が60番台となっている。

### ちちぶ
池袋駅 - 西武秩父駅間で運転（土休日の下り1本のみ所沢駅始発）。列車愛称は埼玉県秩父地方の「秩父」からとっている。
全列車が飯能駅でスイッチバックを行う。2025年現在で関東の大手民鉄においてスイッチバックを実施する定期特急列車はこの『ちちぶ』のみとなっている。
秩父市の羊山公園内に植えられた芝桜の開花時期ならびに秩父夜祭開催時には曜日に関係なく臨時列車が増発される。

### むさし
1973年から、池袋駅 - 飯能駅間で運転。列車愛称はかつての日本の令制国で現在の東京都や埼玉県などに相当する武蔵国の「武蔵」から。主に埼玉県西部の通勤客輸送をターゲットとした「ホームライナー」的役目を担う。
- 平日は早朝と夕方以降に運行され、最終は池袋駅午前0時発である。
- 土休日は10時台までと14時台以降に運行され、最終は池袋駅23時発である。
- 延長運転や臨時列車は「むさし」が主体となる。
- 高麗巾着田の曼珠沙華開花時期や秩父夜祭などの際は、「むさし」の名称のまま西武秩父駅まで延長運転される場合がある。2016年4月1日から、祝日を除く毎週金曜日の池袋駅22時30分発も「むさし」の名称のまま西武秩父駅まで運行する。
- かつては所沢駅始発池袋駅行きの設定が存在した。
- 小江戸運転開始前は、新宿線の特急列車にも「むさし」の名称が使用されていた。休日の新宿線「おくちちぶ」の送り込み列車にも本愛称が使用された。

### 運行本数
登場当時は平日2往復・休日4往復で運転開始。その後ダイヤ改正によって増発をくり返し、現在に至る。2001年 - 2010年に7回実施されたダイヤ改正のうち、6回で増発および「むさし」の運転区間延長に伴う「ちちぶ」化が行われた。2018年3月10日改正より以下の形態で運転されている。
平日
- 下り 「ちちぶ」16本・「むさし」11本の計27本運転（池袋駅発車基準）。
  - 6時 - 7時台：30分ヘッドで「ちちぶ」・「むさし」が交互運転。
  - 8時台 - 16時台：1時間ヘッドで毎時30分に「ちちぶ」のみ運転。
  - 17時 - 21時台：30分ヘッドで0分発「むさし」・30分発「ちちぶ」が交互運転。
  - 22時 - 0時台：30分ヘッドで「むさし」のみ運転。
- 上り 「ちちぶ」16本・「むさし」14本の計30本運転（池袋駅到着基準）。
  - 6時台：「むさし」3本。
  - 7時台：「ちちぶ」1本・「むさし」1本。
  - 8時台：「むさし」1本。
  - 9時台：「ちちぶ」2本・「むさし」1本。
  - 10時 - 16時台：1時間ヘッドで「ちちぶ」のみ運転。
  - 17時 - 22時台：30分ヘッドで「ちちぶ」・「むさし」が交互運転。
  - 23時台：「むさし」2本。

土休日
- 下り「ちちぶ」17本・「むさし」12本計29本運転（早朝の所沢駅始発1本を除き池袋駅発車基準）。
  - 6時台：所沢駅始発の「ちちぶ」1本・池袋駅始発の「ちちぶ」1本。
  - 7時台 - 8時台：30分発の「ちちぶ」のみ運転。
  - 9時 - 10時台：00分発「むさし」・30分発「ちちぶ」を運転。
  - 11時 - 14時台：30分発「ちちぶ」のみ運転。
  - 15時 - 21時台：00分発「むさし」・30分発「ちちぶ」を運転。
  - 22時 - 23時台：30分ヘッドで「むさし」のみ運転。
- 上り「ちちぶ」17本・「むさし」12本計29本運転（池袋駅到着基準）。
  - 6時台 - 7時台：「むさし」3本。
  - 8時台 - 9時台：「ちちぶ」4本。
  - 10時台：「ちちぶ」1本・「むさし」1本。
  - 11時 - 14時台：1時間ヘッドで「ちちぶ」のみ運転。
  - 15時 - 22時台：30分ヘッドで「ちちぶ」・「むさし」が交互運転。

### 使用車両・編成
2019年より001系「Laview」が使用されている。全列車とも座席指定制で、利用には特急券を別途購入する必要がある。
1994年から2020年までは10000系「ニューレッドアロー」、1969年から1995年までは5000系「レッドアロー」も使用されていた。

### 停車駅
（池袋駅 -）所沢駅 - 入間市駅 - 飯能駅〈- 横瀬駅 - 西武秩父駅〉
- 「ちちぶ」下り1本は所沢駅 → 西武秩父駅間の運転。
- 「むさし」全列車は池袋駅 - 飯能駅間の運転。

## 臨時列車

### ドーム

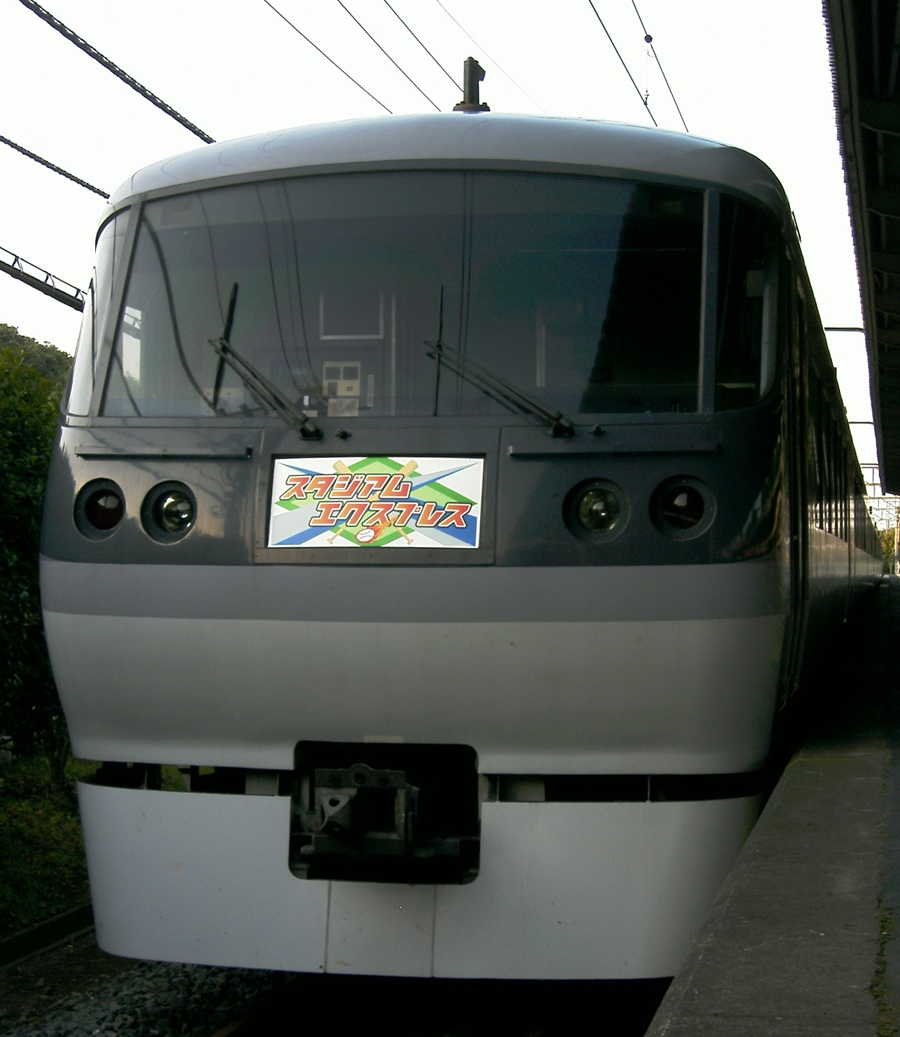
「スタジアムエクスプレス」HMの10000系

ドームは、西武ドームでのプロ野球（埼玉西武ライオンズ主催試合）開催日に池袋駅 - 西武球場前駅間で運転される臨時特急列車である。運行初年の2006年のみ「スタジアムエクスプレス」の愛称が使用されていたが、2007年からは後述の「ローズエクスプレス」とともに「ドーム」へ統一された。
2006年度はセ・パ交流戦の期間中に西武ドームでの西武主催試合の開催時に運転。翌2007年度からは交流戦の他にもリーグ戦の試合日となる土曜・休日・大型連休・夏休み期間（7月24日 - 8月31日）にも運行されている。
試合開始時刻に合わせて平日1パターン・土休日3パターンの全4パターンのダイヤがあり、試合時刻に合った列車のみ1日1往復する。不測の事態で試合が中止となった場合は、運休となる。
なお2009年以降は、当列車の特急券を購入するとライオンズファンクラブ会員にはファンクラブのポイントシステム「Lポイント」が付与される。
2020年・2021年については、西武ドームの観客数制限の影響により、運休が相次いでいた。

### 停車駅
池袋駅 - 所沢駅 - 西武球場前駅

## かつて運行されていた列車

### 定期列車

#### こぶし
1969年 - 1973年の休前日に池袋駅 - 西武秩父駅間で休前日に運転。
- 休日前夜に池袋駅を発車し、西武秩父駅に到着した後乗客は朝まで車内で仮眠できるというハイキング客向けの夜行特急[注 5]。
- 本列車は休日早朝の西武秩父駅発「ちちぶ」の送り込みを兼ねていた。

#### おくちちぶ
「おくちちぶ」の愛称は運行形態が異なる2つの列車に使用された。このほか、後述の臨時列車にも使用されている。
- 1976年 - 1993年の休日に西武新宿駅 - 西武秩父駅間で運転。
  - 新宿線の定期列車としては初の特急列車となる。
  - 当初、高田馬場駅は上りのみの停車であったが、後に下りも停車している。
- 1993年 - 2003年の土休日に池袋駅 - 西武秩父間で運転。
  - 1993年のダイヤ改正で西武新宿駅 - 本川越駅間の「小江戸」がデビューしたことに伴い、池袋発着へ変更された形となる。
  - 「ちちぶ」は同改正より入間市駅への停車を開始しており、「おくちちぶ」は同駅を通過するのが相違点。

### 過去の臨時列車

#### MISATO TRAIN
- 1990年から2005年の西武ドームでの渡辺美里ライブ開催時に池袋駅 - 西武球場前駅間をノンストップで運転。
- 2018年にも1日限りの復活として運転された[3]。

#### ローズエクスプレス
- 国際バラとガーデニングショウ開催時に、池袋駅 - 西武球場前駅間を1日3往復程度運転。
- 2016年までの途中停車駅は練馬・所沢の2駅で[4]、2017年の運転時には石神井公園・所沢の2駅となった[5]。2018年には所沢のみ[6]となり、「スタジアムエクスプレス」と揃えられたが、その年を最後に運転されていない。
- 種別・行先表示器は「臨時」または「特急 むさし」を表示。
- 2007年からは「スタジアムエクスプレス」とともに「ドーム」の愛称へ統一された。なお、以前の愛称も案内などで使用されている。

#### 電車フェスタ号
- 2004年から2010年、武蔵丘車両検修場の一般公開にあわせて池袋駅または西武新宿駅から臨時列車として1往復運転された。2005年までは土日の2日間で同イベントが開催されており、両日とも運転されている。
- 2005年の土曜日のみ、西武新宿駅発着で運転された。
- 途中停車駅は、池袋駅発着の際は石神井公園・ひばりヶ丘・所沢[7]、西武新宿駅発着の際は高田馬場・上石神井・田無・所沢となる[8]。
- 大人350円、子供180円の全区間均一料金制とされた[7]。
- 往路では車内パフォーマンスが行われ[7]、2005年の土曜日まではSUPER BELL''Z[8]、2005年の日曜日からは立川真司[8]が担当している。
- 特急券の予約の際などでは臨時の「むさし」扱い。
- 2011年は東日本大震災及び福島第一原発での事故による電力事情悪化の影響で運転されず[9]、2012年以降は通勤形車両に切り替えられた。

#### おくちちぶ（臨時）
- 2014年・2015年に「秩父川瀬祭」の開催にあわせ、西武新宿駅 - 西武秩父駅間で運転[10]。「おくちちぶ」としては11年ぶり、西武新宿 - 西武秩父間を直通する特急列車としては21年ぶりの運行となる。途中停車駅は高田馬場・田無駅・東村山駅・所沢駅・入間市駅・飯能駅・横瀬駅[10]。
- 2015年には羊山公園の芝桜開花時期にあわせて、西武新宿駅 - 西武秩父駅間で運転[11]。途中停車駅は高田馬場駅・東村山駅・所沢駅・飯能駅・横瀬駅となる[11][注 7]。

#### 西武トレインフェスティバルの臨時特急
2014年と2015年に、横瀬車両基地の公開イベントにあわせて臨時特急が運転された。
- 2014年11月8日に、「西武トレインフェスティバル2014 in 横瀬」の開催にあわせて本川越駅 → 西武秩父駅間で「ちちぶ」を片道のみ運転[12]。途中停車駅は狭山市・所沢・入間市・飯能・横瀬[12]。本川越駅からの池袋線直通特急は初となる。
- 2015年11月7日に、「西武トレインフェスティバル2015 in 横瀬」の開催にあわせ、西武新宿駅 → 西武秩父駅間で「ちちぶ」を片道のみ運転[13]。途中停車駅は高田馬場・東村山・所沢・入間市・飯能・横瀬[13]。

#### 臨時夜行特急
2015年より西武トラベルによる秩父絶景ツアーの一環として、西武秩父駅へ向かう夜行列車を運行している。ツアーは三峰神社での雲海・星空観賞などを目的とするもの。
- 2015年：8月25日と8月27日[14]の深夜（正確には同26日と同28日のいずれも午前0時26分）より運転を開始した[15]。この臨時夜行特急では、サッポロビールと提携して、ヱビスビールおよびサッポロ黒ラベルの2種類の缶ビールが飲み放題形式で提供されている[16]。また11月6日・11月28日[17]にも運行している[18]。
- 2016年：4月29日[19]・8月10日・8月20日に運行[20]。
- 2017年：3月17日・4月21日[21]・10月27日[22]に池袋駅発で運行したほか[23]、同様の企画として5月26日[24]・11月10日[22]には通勤型の40000系を用いて元町・中華街駅発で運行[25]。
- 2018年：4月13日[26]・10月26日[27]に池袋駅発で、また4月27日[26]・11月16日[27]に40000系を用いて元町・中華街駅発で運行。
- 2019年：5月10日・6月7日[28]・10月18日[29]に池袋駅発で運行、11月22日[30]に40000系を用いて新木場駅発で運行。
  - 10月18日分からは10000系に代わり001系が使用されている。
- 2020年：4月24日・6月5日[31]に池袋駅発で予定されていたが、新型コロナウイルスの感染拡大を受けていずれも中止となった[32]。

なお、上記のほかに類似する形態をもちながら定期の特急を利用するツアーも開催されている。

#### 001系の新宿線・池袋線臨時特急
- 2019年に本川越 - 飯能間の臨時列車が運行された。

#### 団体臨時列車
小さな旅

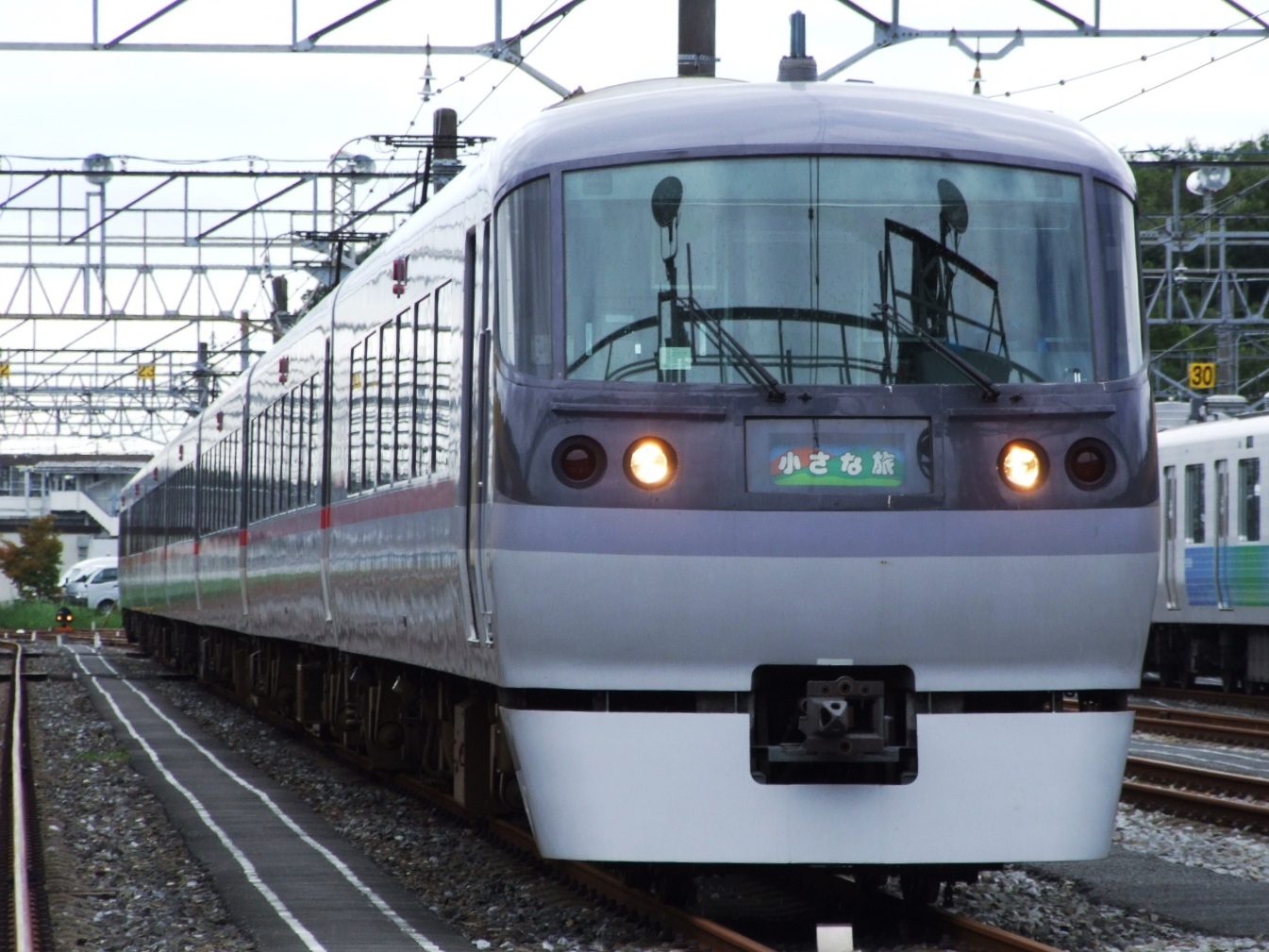
10000系の「小さな旅」表示

- 1980年代頃から不定期に運転されている団体専用列車でニッポン放送制作・西武鉄道提供の同名ミニ番組に因む。

『水樹奈々 スマイルギャング』（文化放送制作）リスナー向け団体専用列車
- 2009年・2010年・2013年に西武ドームで開催された水樹奈々コンサートに合わせ池袋駅 - 西武球場前駅間で運行。

メイドトレイン
- 2010年12月11日と2012年1月14日に池袋駅 - 西武秩父駅間を往復するツアーチケットを発売して運行された団体専用列車。車内にメイド喫茶に見立てた飾り付けがされた。
- 車内ではメイドによる車内販売・ドリンクサービスや車内放送、目的地の秩父ではミニ撮影会やビンゴゲーム大会などが実施された。
- 企画・運営はBSビジュアルで、ひたちなか海浜鉄道と鹿島臨海鉄道でも同様な形態の列車を運行した実績がある。

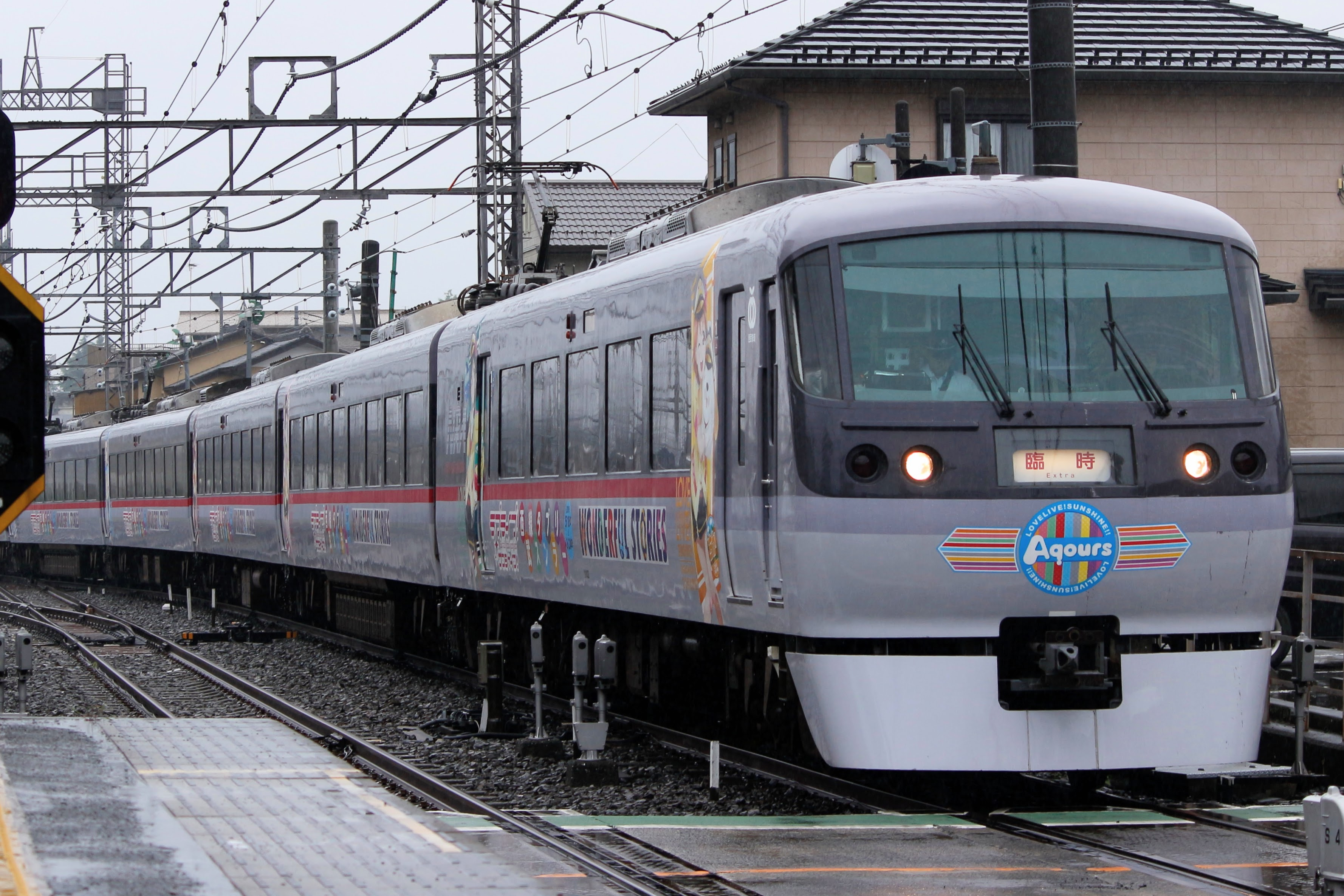
ラッピング車による臨時列車（2018年6月）

ラブライブ!サンシャイン!!×西武鉄道　プレミアムトレインツアー
- 2017年9月29日・30日と[35]、2018年6月9日・10日に[36]、それぞれ西武ドームで開催されたコンサートに合わせ、同作品のラッピング電車を用い、池袋駅 - 西武球場前駅間で運行。
- 車内では「ラブライバー（ラブライブ!シリーズのファンの総称）」向けに、Aqours声優による車内放送、特別グッズの配布などが実施された。

#### 過去の停車駅・臨時停車駅
| 路線名                            | 路線名      | 池袋線 | 池袋線 | 池袋線     | 池袋線     | 池袋線 | 池袋線 | 池袋線     | 池袋線 | 池袋線 | 池袋線   | 池袋線 | 西武秩父線 | 西武秩父線 | 西武秩父線 | 狭山線 | 狭山線     |
| 列車名                            | 備考        | 池袋   | 練馬   | 石神井公園 | ひばりヶ丘 | 所沢   | 西所沢 | 稲荷山公園 | 入間市 | 飯能   | 武蔵丘検 | 高麗   | 芦ヶ久保   | 横瀬       | 西武秩父   | 下山口 | 西武球場前 |
| ちちぶ・こぶし                    | 1969 - 1973 | ●      | ―      | ―          | ―          | ◆      | ―      | ―          | ―      | ●      | ＝       | ―      | ―          | ―          | ●          |        |            |
| ちちぶ・むさし                    | 1973 - 1993 | ●      | ―      | ―          | ―          | ●      | ―      | ―          | ―      | ●      | ＝       | ―      | ●          | ―          | ●          |        |            |
| おくちちぶ                        | 1993 - 1998 | ●      | ―      | ―          | ―          | ●      | ―      | ―          | ―      | ●      | ＝       | ―      | ●          | ―          | ●          |        |            |
| ちちぶ・むさし                    | 1993 - 1998 | ●      | ―      | ―          | ―          | ●      | ―      | ―          | ●      | ●      | ＝       | ―      | ●          | ―          | ●          |        |            |
| おくちちぶ                        | 1998 - 2003 | ●      | ―      | ―          | ―          | ●      | ―      | ―          | ―      | ●      | ＝       | ―      | ▲          | ●          | ●          |        |            |
| ちちぶ・むさし                    | 1998 - 現在 | ●      | ▲      | ―          | ―          | ●      | ―      | ▲          | ●      | ●      | ＝       | ▲      | ▲          | ●          | ●          |        |            |
| MISATO TRAIN                      | 1990 - 2005 | ●      | ―      | ―          | ―          | ―      | ―      | ＝         | ＝     | ＝     | ＝       | ＝     | ＝         | ＝         | ＝         | ―      | ●          |
| ドーム （ローズエクスプレス）     | 2005 - 2016 | ●      | ●      | ―          | ―          | ●      | ―      | ＝         | ＝     | ＝     | ＝       | ＝     | ＝         | ＝         | ＝         | ―      | ●          |
| ドーム （ローズエクスプレス）     | 2017        | ●      | ―      | ●          | ―          | ●      | ―      | ＝         | ＝     | ＝     | ＝       | ＝     | ＝         | ＝         | ＝         | ―      | ●          |
| ドーム （ローズエクスプレス）     | 2018        | ●      | ―      | ―          | ―          | ●      | ―      | ＝         | ＝     | ＝     | ＝       | ＝     | ＝         | ＝         | ＝         | ―      | ●          |
| ドーム （スタジアムエクスプレス） | 2006 - 現在 | ●      | ―      | ―          | ―          | ●      | ―      | ＝         | ＝     | ＝     | ＝       | ＝     | ＝         | ＝         | ＝         | ―      | ●          |
| 電車フェスタ                      | 2004 - 2010 | ●      | ―      | ●          | ●          | ●      | ―      | ―          | ―      | ―      | ●        |        |            |            |            |        |            |

| 路線名       | 路線名           | 新宿線   | 新宿線   | 新宿線   | 新宿線 | 新宿線 | 新宿線 | 池袋線 | 池袋線 | 池袋線 | 池袋線   | 西武秩父線 | 西武秩父線 | 西武秩父線 |
| 列車名       | 備考             | 西武新宿 | 高田馬場 | 上石神井 | 田無   | 小平   | 東村山 | 所沢   | 入間市 | 飯能   | 武蔵丘検 | 芦ヶ久保   | 横瀬       | 西武秩父   |
| おくちちぶ   | 1976 - 1993      | ●        | ■        | ―        | ―      | ―      | ―      | ●      | ―      | ●      | ＝       | ●          | ―          | ●          |
| 電車フェスタ | 2005             | ●        | ●        | ●        | ●      | ―      | ―      | ●      | ―      | ―      | ●        |            |            |            |
| おくちちぶ   | 川瀬祭 2014 - 15 | ●        | ●        | ―        | ●      | ―      | ●      | ●      | ●      | ●      | ＝       | ―          | ●          | ●          |
| おくちちぶ   | 芝桜 2015        | ●        | ●        | ―        | ―      | ―      | ●      | ●      | ―      | ●      | ＝       | ―          | ●          | ●          |
| ちちぶ       | 横瀬公開 2015    | ●        | ●        | ―        | ―      | ―      | ●      | ●      | ●      | ●      | ＝       | ―          | ●          | ●          |

| 路線名         | 路線名        | 新宿線 | 新宿線 | 池袋線 | 池袋線 | 池袋線 | 西武秩父線 | 西武秩父線 | 西武秩父線 |
| 列車名         | 備考          | 本川越 | 狭山市 | 所沢   | 入間市 | 飯能   | 芦ヶ久保   | 横瀬       | 西武秩父   |
| ちちぶ         | 横瀬公開 2014 | ●      | ●      | ●      | ●      | ●      | ―          | ●          | ●          |
| むさし・小江戸 | 001系 2019    | ●      | ●      | ●      | ●      | ●      |            |            |            |

## 沿革
- 1969年（昭和44年）10月14日：西武秩父線開業とともに西武鉄道初の特急形車両5000系電車により特急「ちちぶ」・「こぶし」が運転開始[注 9][37]。両列車の途中停車駅は所沢駅（平日・土曜のみ）、飯能駅の2つ。
- 1973年（昭和48年）：池袋駅 - 所沢駅・飯能駅間の「むさし」運行開始。「こぶし」廃止。「ちちぶ」の停車駅を変更、所沢駅へ毎日停車、芦ヶ久保駅への停車も開始。
- 1976年（昭和51年）：休日に西武新宿駅 - 西武秩父駅間を直通する「おくちちぶ」、同列車の入庫を兼ねた西武新宿駅 → 所沢駅間（下りのみ）の「むさし」運転開始[37]。池袋線の池袋駅 - 飯能駅間の特急を1時間ヘッド化[37]。
- 1980年（昭和55年）：「おくちちぶ」の送り込みも営業列車化、所沢駅 → 西武新宿駅間（上り）の「むさし」運転開始。
- 1993年（平成5年）12月6日：「小江戸」運転開始に伴い、西武新宿駅発着の「おくちちぶ」・「むさし」を廃止[38][39]。「ちちぶ」・「むさし」の入間市駅への停車を開始[38][39]。池袋駅 - 西武秩父駅間（入間市通過）の「おくちちぶ」運転開始（土休日のみ）[38]。
- 1994年（平成6年）10月15日：10000系が池袋線「ちちぶ」・「むさし」としての運行を開始[37]。
- 1995年（平成7年）11月1日：定期列車の5000系から10000系への置換えが完了[37]。前日をもって5000系の定期運行が終了した[37]。
- 1998年（平成10年）3月26日：ダイヤ改正より芦ヶ久保駅の停車を取止め、横瀬駅への停車を開始[37]。芦ヶ久保駅は行楽シーズンのみの臨時停車となる[37]。
- 2003年（平成15年）
  - 3月12日：ダイヤ改正より「おくちちぶ」を廃止。
  - 9月20日 - 9月27日：巾着田曼珠沙華開花に合わせた高麗駅の臨時停車を開始。以降、秋の臨時停車が恒常化する。
- 2004年（平成16年）：武蔵丘車両検修場の一般公開イベント開催にあわせて、池袋駅[注 10] - 武蔵丘車両検修場間で臨時特急「電車フェスタ号」を1往復運行。以降2010年まで運転された。
- 2007年（平成19年）3月7日：ダイヤ改正で、臨時特急「ドーム」運転開始。
- 2014年（平成26年）
  - 7月19日・20日：「秩父川瀬祭」の開催にあわせ、西武新宿駅 - 西武秩父駅間に臨時特急「おくちちぶ」を運転[10]。「おくちちぶ」としては11年ぶり、西武新宿 - 西武秩父間を直通する特急列車としては21年ぶりの運行となる。途中停車駅は高田馬場・田無駅・東村山駅・所沢駅・入間市駅・飯能駅・横瀬駅[10]。
  - 11月8日：西武トレインフェスティバル2014 in 横瀬の開催にあわせ、本川越駅 → 西武秩父駅間に臨時特急「ちちぶ」を片道のみ運転[12]。途中停車駅は狭山市・所沢・入間市・飯能・横瀬[12]。本川越駅からの池袋線直通特急は初となる。
- 2015年（平成27年）
  - 4月18日・19日：秩父・羊山公園の芝桜開花時期にあわせ、西武新宿駅 - 西武秩父駅に臨時特急「おくちちぶ」を運転[11]。途中停車駅は高田馬場駅・東村山駅・所沢駅・飯能駅・横瀬駅となる[11][注 7]。
  - 7月19日・20日：「秩父川瀬祭」の開催に伴い、西武新宿駅 - 西武秩父駅間に臨時特急「おくちちぶ」を運転[40]。停車駅は昨年と同様
  - 11月7日：西武トレインフェスティバル2015 in 横瀬の開催にあわせ、西武新宿駅 → 西武秩父駅間に臨時特急「ちちぶ」を片道のみ運転[13]。途中停車駅は高田馬場・東村山・所沢・入間市・飯能・横瀬[13]。
- 2016年（平成28年）1月4日～2月28日：あしがくぼの氷柱開催に合わせ一部臨時停車。また、ライトアップ中は速度を落として運行[41]。
- 2017年（平成29年）2月19日：「第4回秩父ウイスキー祭」の開催に伴い本川越駅 → 西武秩父駅間に「ちちぶ」を片道のみ運転。
- 2019年（平成31年）3月16日：ダイヤ改正[42]。001系「Laview」の運行を開始。池袋 - 所沢間の所要時間を最速19分に短縮。
- 2020年（令和2年）
  - 3月14日：001系による10000系の置換え完了。
  - 4月29日：新型コロナウイルス感染症（COVID-19）流行拡大の影響から、この日より休日の一部列車の運転を休止[43]。
  - 9月5日 - 11月1日：一部の列車が−西吾野駅・正丸駅に停車。[44]。
- 2021年（令和3年）
  - 5月7日 - 6月27日：一部の列車が−武蔵横手駅・東吾野駅に停車。[45]。